# Arnold Otto Meyer
Arnold Otto Meyer (* 1. September 1825 in Hamburg; † 12. März 1913 ebenda) war ein deutscher Kaufmann, Kunstsammler und Politiker.

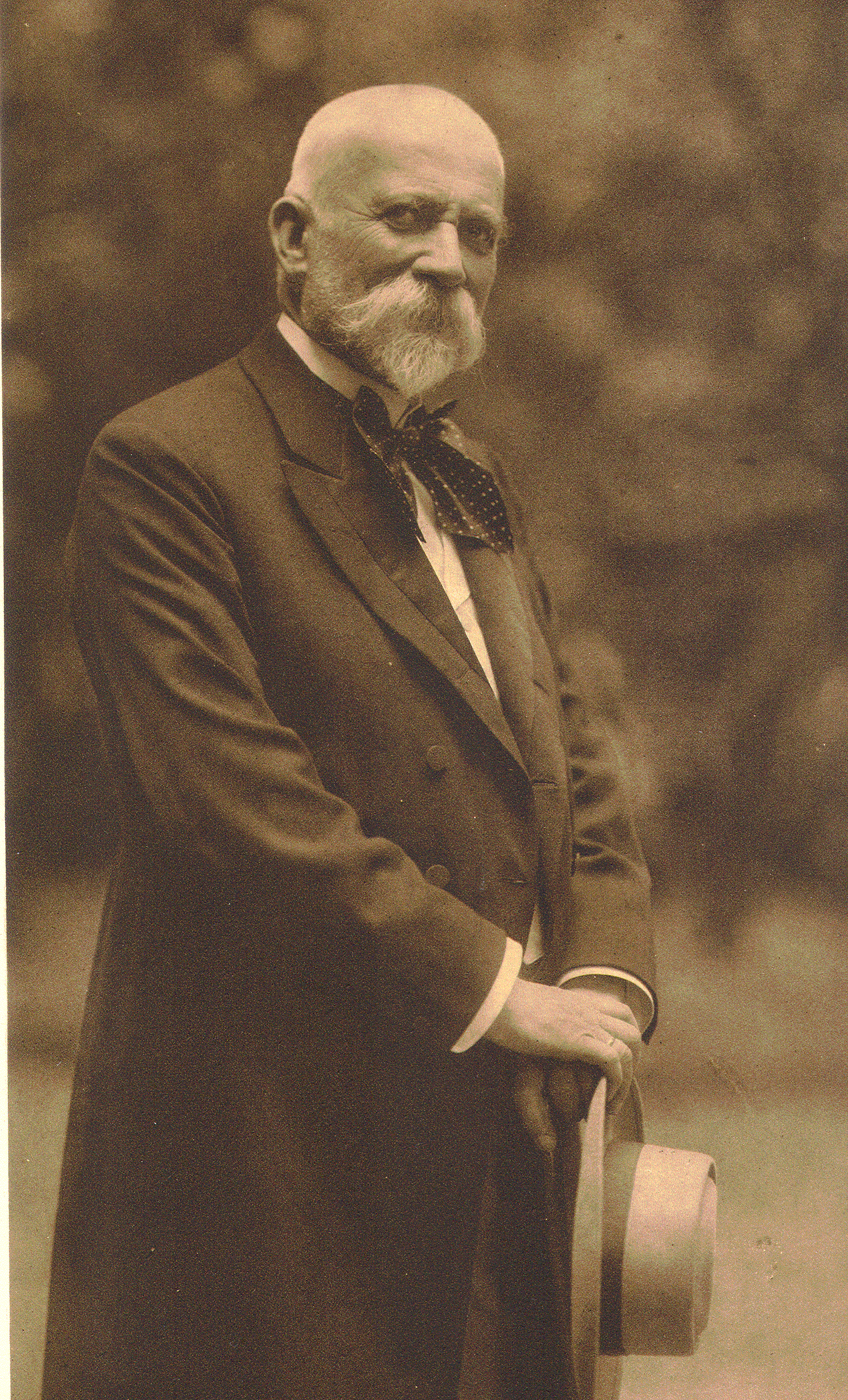
Arnold Otto Meyer, 1905

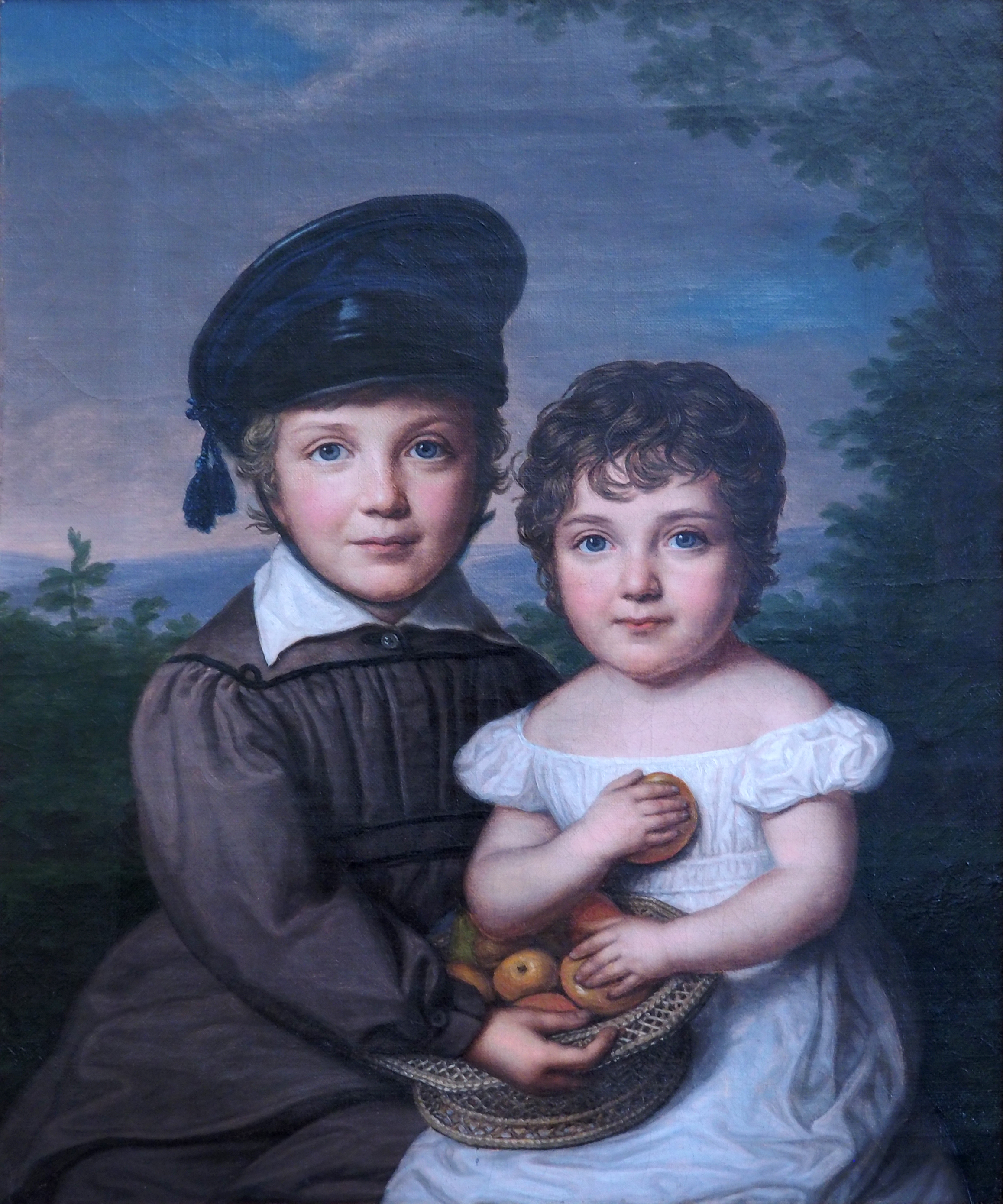
Arnold Otto Meyer mit Schwester Anna Meta (1831) Porträt von Friedrich Carl Gröger

## Leben
Meyer entstammte einer seit 1728 in Hamburg ansässigen Weinhändlerfamilie und wurde nach dem Tod der Mutter zu einem Pfarrer in Eutin in Pension gegeben, wo er die Realschule besuchte. Die letzten beiden Schuljahre verbrachte er wieder auf dem Johanneum in Hamburg und absolvierte anschließend von 1842 bis 1846 eine kaufmännische Ausbildung bei Burmester & Stavenhagen.
Nach einem längeren Auslandsaufenthalt in New York stieg Meyer 1848 in die von seinem Bruder Valentin Lorenz mit dem Reeder Theodor August Behn gegründete Firma Behn, Meyer & Co. (heute Behn Meyer Holding AG) in Singapur ein. Dort war er nebenberuflich preußischer und seit 1852 auch hanseatischer (Honorar-)Konsul, unterbrochen durch die Jahre 1858 bis 1861, in denen Johannes Mooyer das Amt ausübte.
1857 gründete Meyer seine eigene Handelsfirma Arnold Otto Meyer, die zunächst als Hamburger Vertretung von Behn, Meyer & Co. fungierte. Gemeinsam waren beide Firmen vor allem im Südostasienhandel engagiert und importierten im großen Stil Kopra, Pfeffer, Tapioka, Sago, Gummi, Baumharze und andere Naturprodukte, aber auch Zinn nach Europa. Zu Jahresbeginn 1900 schied Meyer als Teilhaber aus beiden Firmen aus; nach seinem Tod wurde Behn, Meyer & Co. in eine Limited Company umgewandelt, während die Firma Arnold Otto Meyer sich zum gemeinsamen Haupthaus wandelte und bis heute unter dem Namen Behn Meyer Holding AG operiert.
Neben seiner Geschäftstätigkeit übernahm Meyer verschiedene Ehrenämter in Hamburg und war unter anderem Handelsrichter und 1874/75 Verwalter der „Niederländischen Armenkasse“. Von 1866 bis 1880 gehörte Meyer außerdem der Hamburgischen Bürgerschaft an. Meyer war zudem Außerordendliches Mitglied im Hamburger Künstlerverein von 1832.
Privat sammelte Meyer Zeichnungen von Künstlern seiner Zeit, mit denen er teilweise freundschaftlich verbunden war, darunter Julius Schnorr von Carolsfeld, Moritz von Schwind, Edward von Steinle, Christian Carl Magnussen und Anselm Feuerbach. Die Sammlung erbte später sein Sohn Eduard Lorenz Lorenz-Meyer, der sie 1914 in Leipzig versteigern ließ. Seine Tochter war in ihrer ersten Ehe mit dem Altonaer Senator Alexander Baur verheiratet.